# Atta texana
La formica tagliafoglie del Texas (Atta texana (Buckley, 1860)) è una formica della sottofamiglia Myrmicinae, diffusa negli Stati Uniti e in Messico.

## Descrizione
Le operaie di A.texana misurano da 3 a 12 mm; la regina può raggiungere i 20 mm. La caratteristica distintiva rispetto alle altre specie del genere Atta è la presenza di un paio di processi spinosi sulla parte posteriore del capo e di tre paia sul torace.

## Biologia
Formano grandi colonie che possono contare anche 2 milioni di esemplari.
Il loro nome comune deriva dalla abitudine di tagliare le foglie di diverse specie di piante, i cui frammenti vengono portati all'interno del formicaio dove fungono da substrato per la coltivazione dei funghi che costituiscono l'unico nutrimento delle formiche e delle loro larve.

## Distribuzione e habitat
La specie è diffusa in Texas, Louisiana e nel Messico nord-orientale.